# Цегельне (Чугуївський район)
Цегельне — село (до 2012 року — селище) в Україні, у Вовчанській міській громаді Чугуївського району Харківської області. До 2020 підпорядковане Симинівській сільській раді.

## Географія
Село Цегельне знаходиться на відстані 1 км від м. Вовчанськ, примикає до сіл Синельникове та Лиман. Через село проходить автомобільна дорога Т 2104. За 2 км знаходиться залізнична станція Гарбузівка.

## Історія
12 червня 2020 року, відповідно до Розпорядження Кабінету Міністрів України  № 725-р «Про визначення адміністративних центрів та затвердження територій територіальних громад Харківської області», увійшло до складу Вовчанської міської громади.
19 липня 2020 року, в результаті адміністративно-територіальної реформи та ліквідації Вовчанського району, село увійшло до складу Чугуївського району.

## Економіка
- В селі є птахо-товарна ферма.
- Глиняний кар'єр і цегельний завод.